# Ruisseau de Bonneille
Le ruisseau de Bonneille est un ruisseau qui coule dans le département du Doubs, dans l'ancienne région de Franche-Comté, donc dans la nouvelle région Bourgogne-Franche-Comté. C'est un affluent de la Loue en rive gauche, donc un sous-affluent du Rhône par le Doubs et la Saône.

## Géographie
Le ruisseau de Bonneille a une longueur de 9,6 km. 
Le ruisseau de Bonneille prend sa source à 627 m d'altitude sur le plateau d'Ornans dans la commune de Silley-Amancey. Il est rejoint à Flagey par le ruisseau de la Pisse puis il plonge brutalement au fond de la reculée qu'il a creusée dans le plateau d'abord par un « toboggan » de 8 mètres puis par un très beau saut d'une vingtaine de mètres de hauteur appelé le Saut de la Bonneille. Il reçoit ensuite les eaux du ruisseau de Bonnecreau avant rejoindre la Loue à Ornans après avoir perdu 300 m d'altitude.

### Communes et cantons traversés
La Bonneille traverse trois communes situées dans le département du Doubs : Silley-Amancey, Flagey et Ornans.

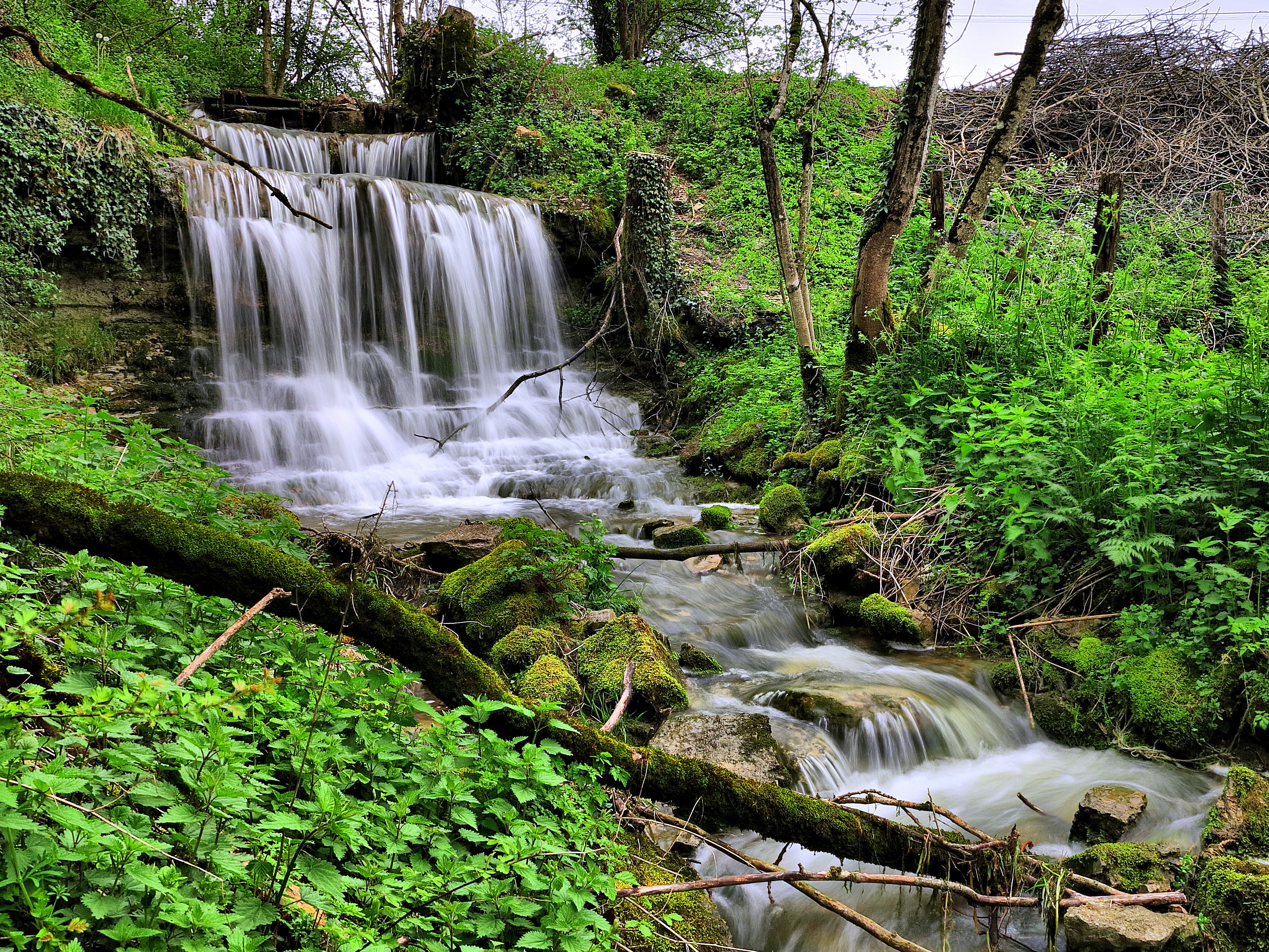
Cascade sur la Bonneille près de sa source.
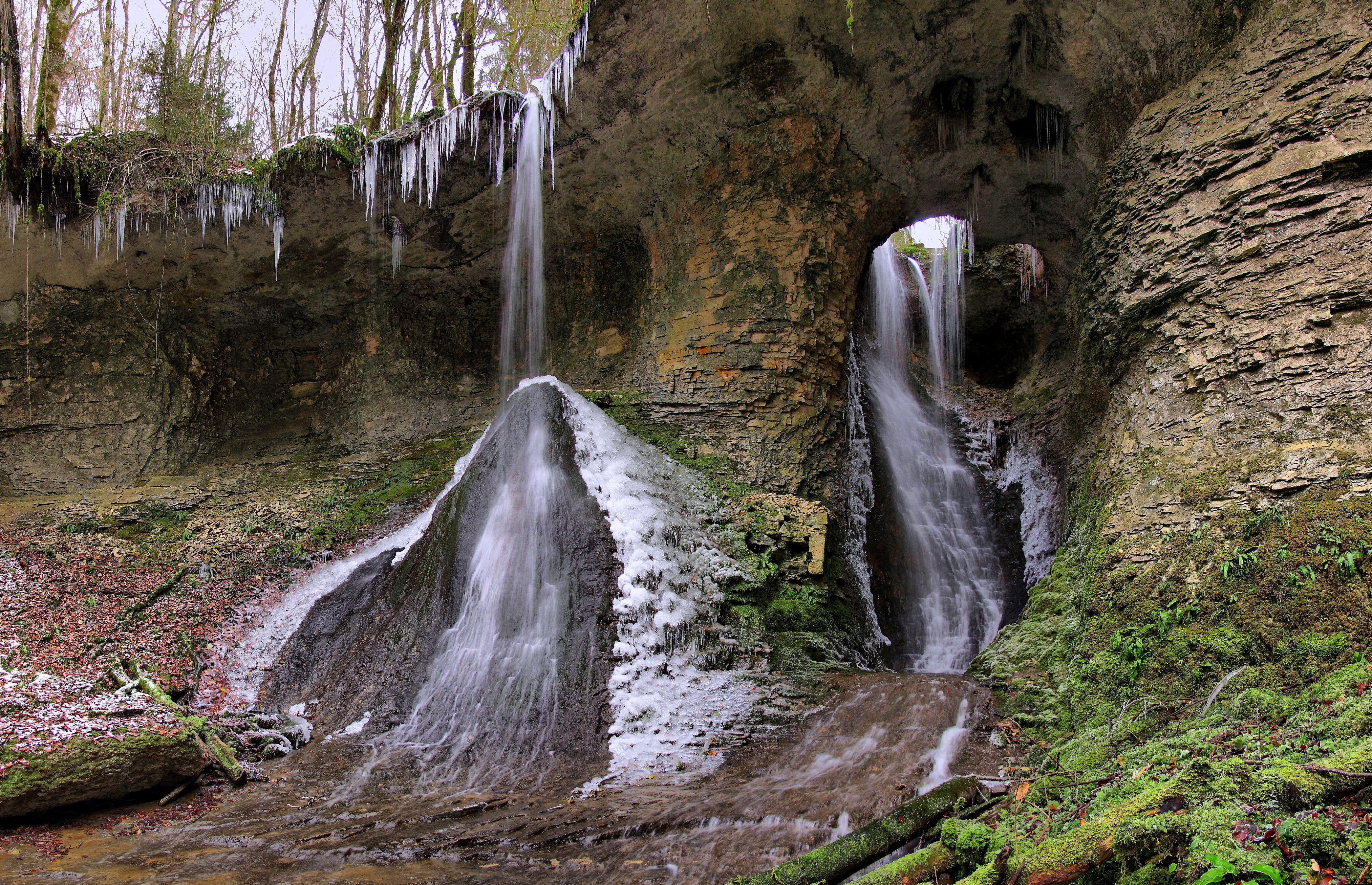
Cascade du moulin de Bonneille.

## Affluents
Le ruisseau de Bonneille a deux affluents référencés dans la base SANDRE :
- le ruisseau de la Pisse,
- le ruisseau de Bonnecreau

et quelques autres plus petits dont le ruisseau de Chauveroche.

Son rang de Strahler est donc de deux.

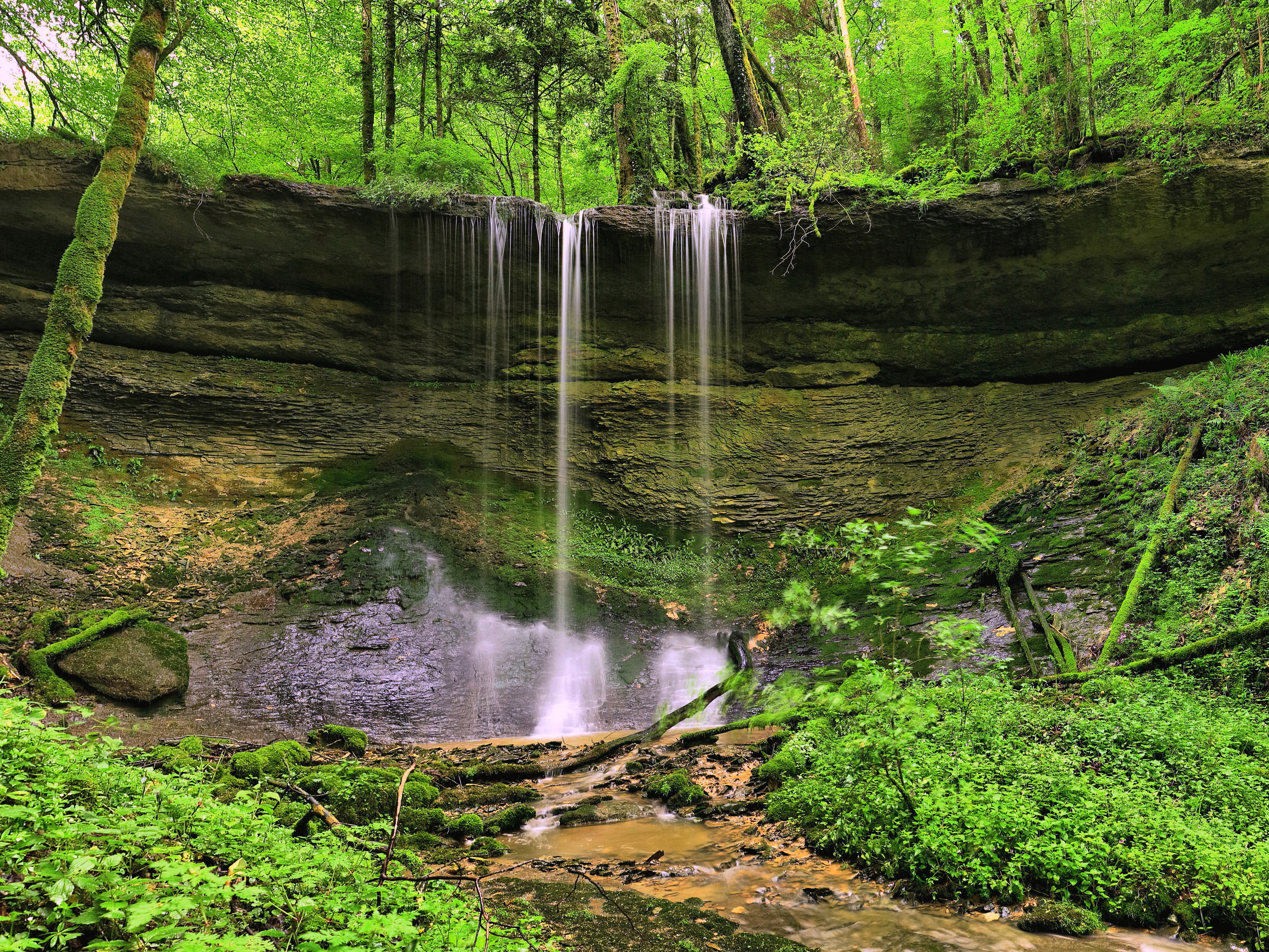
Cascade de la Pisse.
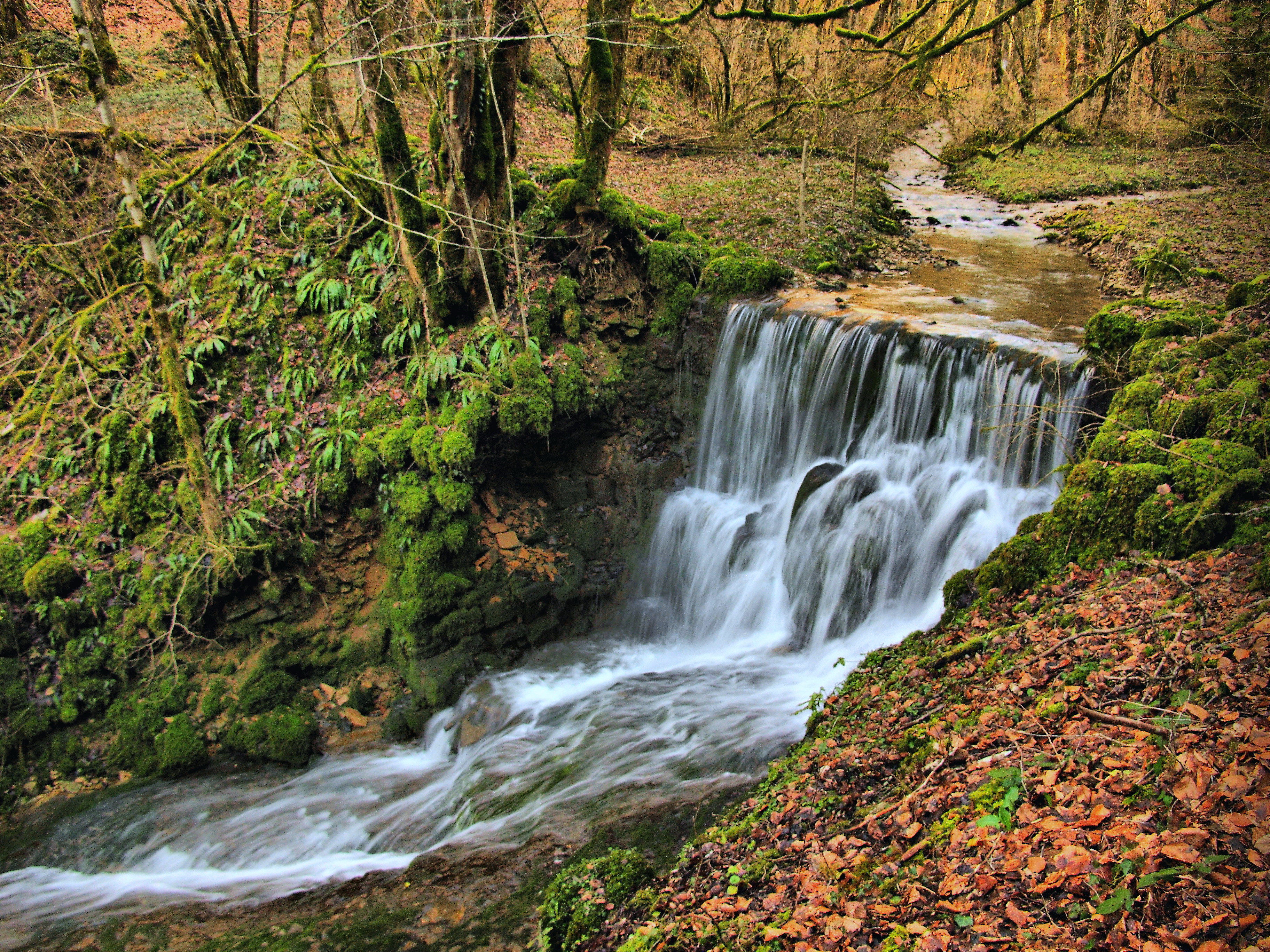
Cascade du moulin de Bonnecreau.
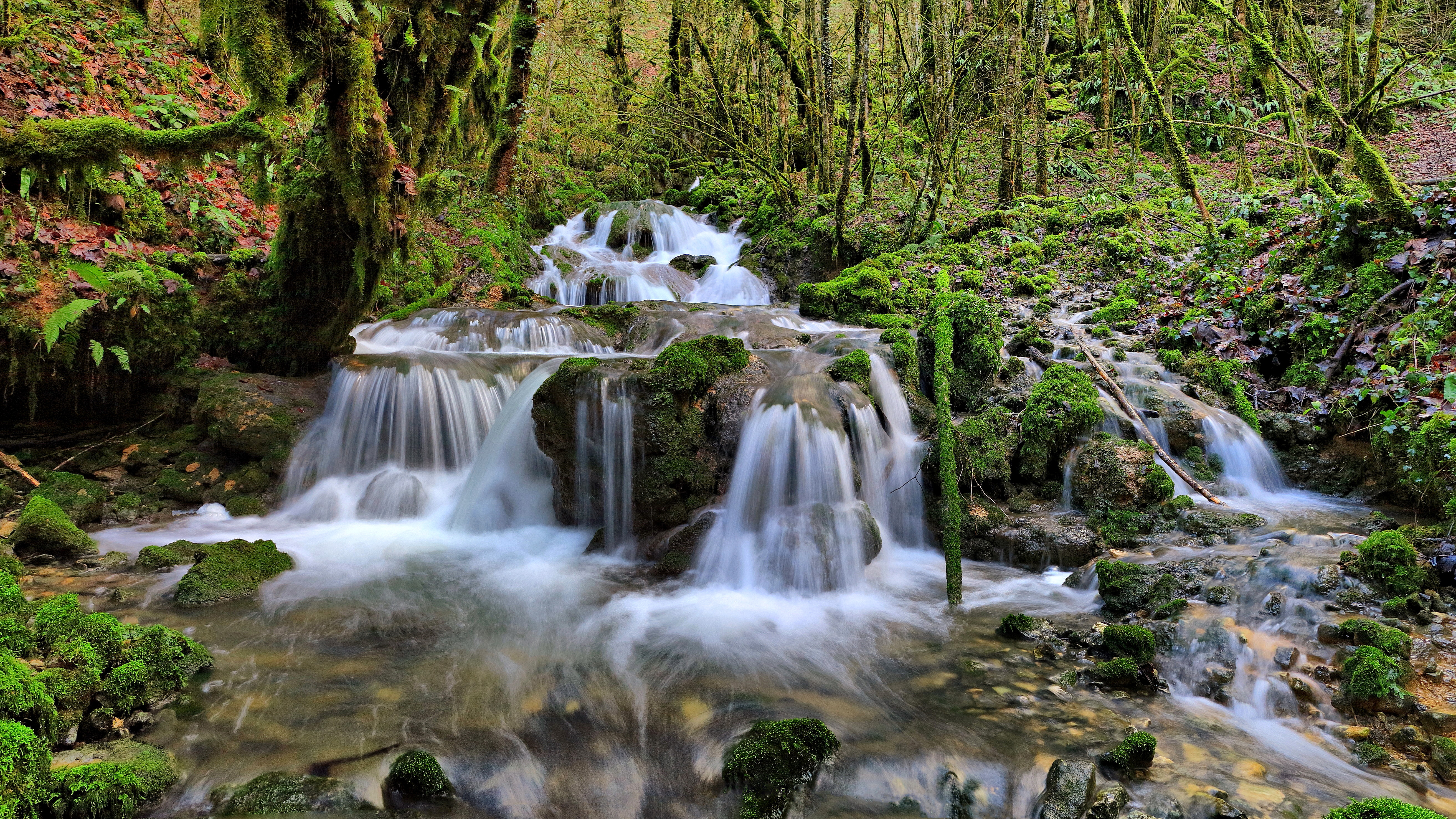
Cascadelles sur le ruisseau de Chauveroche.

## Tourisme
La vallée de Bonneille se visite par un chemin de randonnée qui permet de voir les ruines de l'ancien Moulin de Bonneille et sa cascade ainsi que le saut de la Bonneille. Elle est déclarée zone à protéger dans le cadre des ZNIEFF.